# Hisahito de Akishino
O Príncipe Hisahito (em japonês: 悠仁; Tóquio, 6 de setembro de 2006) é o filho mais novo e único varão do príncipe Fumihito, Príncipe Akishino e da princesa Kiko, Princesa Akishino. Ele é sobrinho do atual imperador Naruhito do Japão e pela atual lei, é o segundo na linha de sucessão ao trono japonês, depois apenas de seu pai.
Ele tem duas irmãs mais velhas, as princesas Mako e Kako.

## Nascimento e apresentação no templo
O príncipe nasceu de parto cesariano em 06 de setembro de 2006, às 8h27in da manhã (horário oficial de Tóquio), no Hospital Aiiku. Ele pesava 2,556 kg. Sua mãe tinha sido diagnosticada com placenta prévia e por isso ele nasceu duas semanas antes do esperado.
Ele foi o primeiro filho do sexo masculino nascido na Casa Imperial do Japão desde o seu pai em 1965.
Hisahito foi apresentado no templo num tradicional rito xintoísta para os recém-nascidos, chamado Kyuchu Sanden, no dia 14 de setembro.

## A questão da sucessão

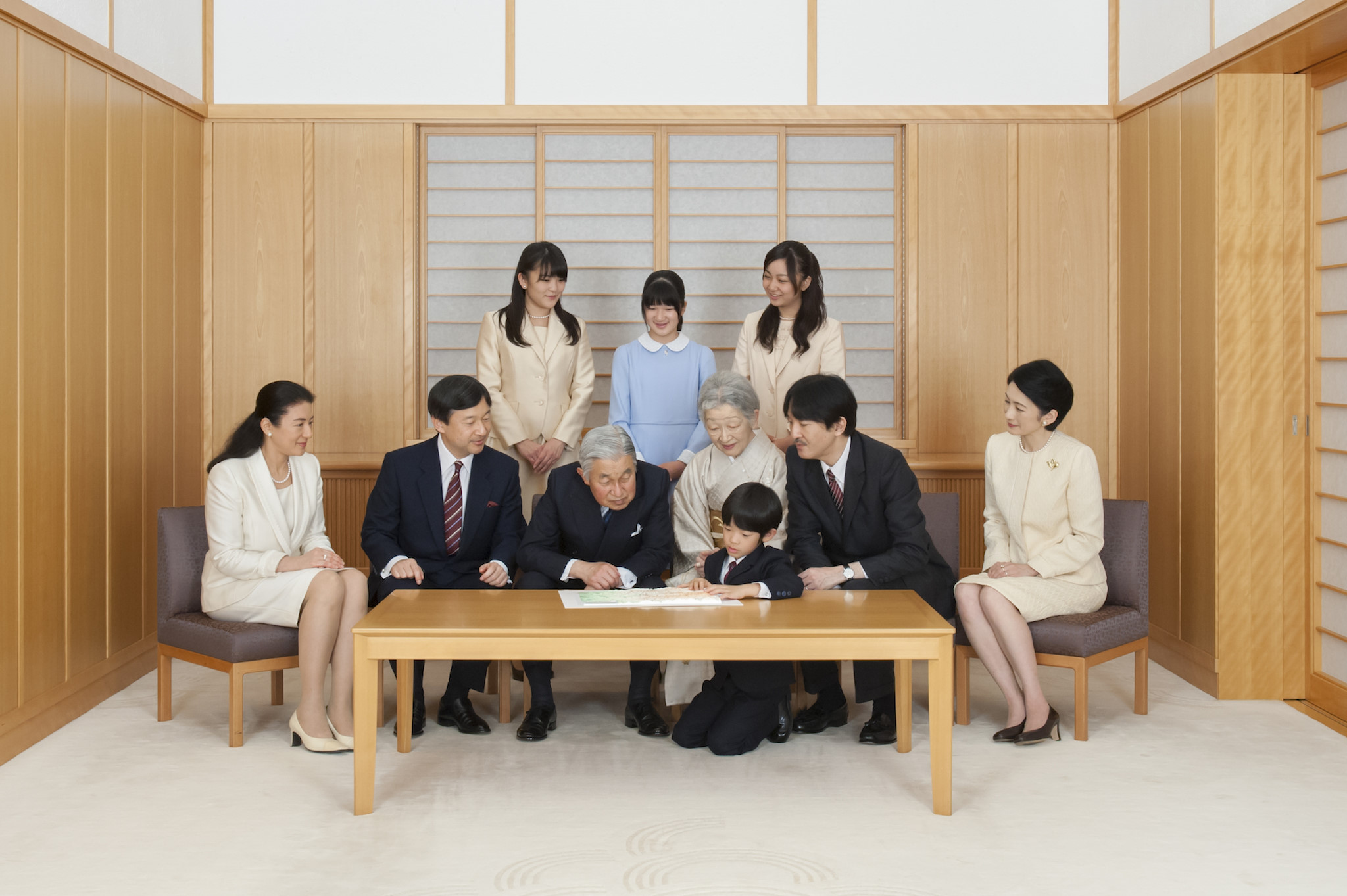
Hisahito em 2013 com a Família Imperial

Sem um novo herdeiro masculino na linha de sucessão ao trono japonês até 2005 - a Lei Sálica Imperial Japonesa não permite que mulheres e seus descendentes se tornem monarcas - o anúncio da chegada de Hisahito significou um alívio para os tradicionalistas do Japão, tanto que meses após o nascimento do príncipe, em janeiro de 2007, o então Primeiro-Ministro do Japão, Shinzō Abe, anunciou que iria vetar uma proposta de lei que pretendia alterar a Lei Imperial para permitir que as mulheres também pudessem ascender ao trono como Imperatrizes reinantes do Japão. A proposta de lei havia sido feita com base no fato de que nenhum dos dois filhos do imperador Akihito tinha, na época em que foi escrita, filhos homens; e o até então príncipe herdeiro Naruhito tem apenas uma única filha mulher: a princesa Aiko, Princesa Toshi.
Porém, após o nascimento de Hisahito, se tornou improvável que a Lei Imperial seja alterada para permitir que sua prima, a princesa Aiko, venha a se tornar a futura "Imperatriz Reinante". A mesma lei também impede que os filhos varões das nascidas princesas japonesas ascendam ao trono e estipula que as princesas percam o seu título imperial e a sua posição na Casa Imperial do Japão em caso de se casarem com plebeus, o que aconteceu, precisamente, com sua irmã Mako.
Os que criticam a atual lei dizem que ela coloca um fardo sobre os poucos homens remanescentes na Casa Imperial do Japão, já que atualmente apenas Hisahito é um varão jovem com possibilidades de ascender ao trono e deixar descendentes e, após ele, em 3º lugar na linha de sucessão ao trono japonês, está seu tio-avô de mais de 85 anos, o Príncipe Hitachi, que sequer teve filhos. Depois de Hitachi haveria o príncipe Tomohito de Mikasa e o príncipe Norihito, já falecidos, mas ambos só tiveram filhas mulheres.
Grande parte da população japonesa é adepta à mudança da lei da linha de sucessão ao trono japonês, para dar pleno direito ao primogénito do príncipe herdeiro ser o herdeiro aparente ao trono, independente de gênero, e também dar às princesas japonesas e aos seus descendente o direito de assumirem o trono.
Em novembro de 2020, a revista Caras de Portugal escreveu que "a nova geração da família imperial do Japão conta apenas com quatro elementos, três mulheres [Aiko, Mako e Kako] e um único homem [Hisahito], pelo que, se a lei não for mudada, o futuro de Hisahito não será fácil"
Nos "ombros de Hisahito está depositado o futuro da monarquia", escreveu o R7 em outubro de 2019, enfatizando em seu título que o "futuro da dinastia imperial do Japão depende de um menino de 13 anos".
Em novembro de 2020, o Japan Time escreveu que a monarquia do Japão era "frágil".
Nota: consulte o artigo Linha de sucessão ao trono japonês

## Nome
O seu nome pessoal, Hisahito, significa "sereno e virtuoso", de acordo com a Agência do Interior Imperial. Uma tradução alternativa é "virtuoso e calmo".
O seu nome foi escolhido por seu pai e a crista da família Akishino usado para marcar os seus pertences é a árvore koyamaki (guarda-chuva japonês).
Hisahito é também carinhosamente chamado por seu apelido: "Yuyu" em situações informais pela família e os amigos íntimos.

### Emblema
O emblema imperial usado para marcar as possessões do pequeno príncipe é a árvore Koyamaki, escolhida por sua mãe, a princesa Kiko, que ofereceu como doação o sangue do cordão umbilical de Hisahito à rede de banco de sangue de cordão umbilical japonesa, para o público geral e não para uso privado.

## Educação
Hisahito formou-se na Ochanomizu University Elementary School em março de 2019 e ingressou na Ochanomizu University Junior High School em abril de 2019. Em fevereiro de 2022 foi anunciado que ele terminaria seus estudos na Escola Secundária Otuka da Universidade de Tsukuba, o que foi considerado uma "quebra na tradição", já que "por norma, os membros da família estudam na Universidade de Gakushuin, fundada no século XIX para receber jovens da aristocracia japonesa" reportou a revista Caras Portugal então.

## Aparições públicas
Já são tradicionais as fotos de Hisahito, tiradas com a família, por ocasião de seu aniversário. Além disto, o príncipe participa de algumas atividades com os pais, como no caso de uma viagem ao Butão em 2019, no que foi considerada a sua primeira viagem oficial para o exterior.

## Acidente de carro
Em novembro de 2016, o príncipe e sua mãe sofreram um acidente de carro, no qual nenhum dos dois se machucou. O acidente teve uma gigantesca repercussão no Japão devido a Hisahito ser o único jovem varão na linha de sucessão ao trono japonês.
Após a renúncia de seu avô Akihito em 30 de abril de 2019, ele passou a ser o segundo na linha de sucessão ao trono japonês, atrás apenas de seu pai, e a garantia do futuro do Trono do Crisântemo.

## Ameaça
Em 26 de abril de 2019, um professor encontrou duas facas com lâminas de 11cm presas com fita em cima da mesa de Hisahito na escola onde ele estuda. A polícia foi chamada e após investigações, Kaoru Hasegawa, um morador de Kyoto de 57 anos de idade, foi preso e condenado. Hasegawa havia usado uma tesoura de podar para cortar o cabo das câmeras de segurança e entrado na escola disfarçado de empreeiteiro. Preso, ele admitiu que era contra a Casa Imperial do Japão e que pretendia esfaquear Hisahito.

## Títulos e estilos
Desde o nascimento, ele detém o tratamento de "Sua Alteza Imperial", acompanhado com o título de príncipe.
- 06 de setembro de 2006 — 30 de abril de 2019: Sua Alteza Imperial O Príncipe Hisahito de Akishino
- 30 de abril de 2019 — presente: Sua Alteza Imperial O Príncipe Hisahito